# Ан Гви Рён
Ан Гви Рён (кор. 안귀령?, 安貴朎?; род. 1 июня 1989 года, Кёнджу, Кёнсан-Пукто, Республика Корея) — южнокорейский политик и бывшая телеведущая. До перехода в политику она работала ведущей новостей на телеканале YTN. В 2024 году Ан Гви Рён баллотировалась на парламентских выборах в Южной Корее от Демократической партии Тобуро в округе Добонг А, но потерпела поражение.
В настоящее время она занимает должность заместителя пресс-секретаря Демократической партии. Во время объявления о введении военного положения в Южной Корее в 2024 году Ан Гви Рён была запечатлена в попытке отобрать огнестрельное оружие у солдата, участвующего в блокировании Национального собрания. Впоследствии она приняла участие в движении по импичменту.

## Карьера
Ан Гви Рён начала свою карьеру в качестве диктора на радиовещательной станции Кванджу в 2014 году, а затем в апреле 2016 года перешла на работу диктором в YTN. В январе 2022 года она ушла из YTN и занялась политической деятельностью, присоединившись к избирательному комитету Ли Джэ Мёна, кандидата в президенты от Демократической партии Тобуро, где работала пресс-секретарём.
На парламентских выборах в Южной Корее 2024 года Ан получила стратегическое выдвижение от партии для участия в выборах по одномандатному округу №1 в районе Добонг города Сеул. Однако она потерпела поражение, набрав 47,89% голосов и заняв второе место.
18 января 2024 года профсоюзы журналистов JTBC и Национальный союз работников СМИ выступили с публичным заявлением, критикуя Ан и Ли Джон Хона за переход из журналистики в Демократическую партию. В заявлении утверждалось, что такие действия нарушают профессиональную этику.
Перед парламентскими выборами в Южной Кореи в 2024 году действующий депутат Ин Джэкын объявила, что не будет баллотироваться на переизбрание в округе Добонг A.
23 февраля 2024 года Демократическая партия выдвинула бывшего ведущую YTN Ан Гви Рён в качестве своего кандидата на выборах в округе Добон.
Несмотря на то, что округ традиционно поддерживает кандидатов от Демократической партии и её предшественников, Ан проиграл с небольшим отрывом кандидату от консервативной Силы народа, Ким Джэсубу.
Победа Ким была примечательна, поскольку он был одним из трёх кандидатов от Силы народа, одержавших победу в избирательных округах Сеула к северу от реки Хан.
В ноябре 2024 года Ан Гви Рён была оштрафован на ₩700 000 за нарушение Закона о выборах публичных должностных лиц.
В период введения военного положения в 2024 году Ан Гви Рён прибыла к зданию Национального собрания около 23:00. Впоследствии её видели в процессе попытки вырвать винтовку у военнослужащего. Военнослужащий, в свою очередь, направил оружие на неё, что вызвало её реакцию в форме критического вопроса: «Вам не стыдно?». Этот инцидент был зафиксирован и транслировался в режиме реального времени онлайн-диктором OhmyNews. Вскоре после публикации видеоматериалы набрали 1,2 миллиона просмотров на платформе YouTube. Ан выразила мнение о том, что население уже психологически дистанцировалось от действующего президента Юн Сок Ёля, заявив: «Я думаю, что люди уже психологически объявили импичмент президенту Юн Сок Ёлю». Она также отметила: «Кто мог бы доверить президенту, объявляющему военное положение, почти как ребёнок, играющий в игры, или доверять нацию такому руководству?». Би-би-си выбрала кадр из данного видео в качестве одного из наиболее значимых визуальных образов 2024 года. В своём анализе Би-би-си провела параллель между этим кадром и изображением Жанны д’Арк, созданным художником Джоном Гилбертом.